# Questionario QFM-27
In psicometria ed in psicodiagnostica, il sistema di valutazione clinica basato sul Questionario QFM-27 (ovvero QFM) facilita la diagnosi con il PDM, anche finalizzata ad una stesura della relazione clinica.

## Descrizione del questionario
Nel 2006 è stato pubblicato il PDM-Manuale Diagnostico Psicodinamico, tradotto nel 2008 per Raffaello Cortina a cura di Franco del Corno e Vittorio Lingiardi.
Il QFM-27 è uno questionario di ventisette item utilizzabile dallo psicologo clinico con la finalità di facilitare la valutazione del paziente sull'Asse M del PDM (Manuale Diagnostico Psicodinamico; PDM Task Force, 2006) e di formulare ipotesi cliniche sui livelli di organizzazione di personalità prevalenti nel paziente.